# Oasi de Gafsa
Els oasis de Gafsa (àrab: واحة قفصة) són oasis de palmeres datileres a Gafsa, al sud-oest de Tunísia, prop de la vora nord del desert del Sàhara. Els oasis de Gafsa eren coneguts pels antics romans i cobreixen aproximadament 700 hectàrees. Els oasis van ser designats com a Sistema de Patrimoni Agrícola d'Importància Mundial el 2011. Abracen les viles de Sakdoud, El Ksar, Lela, Gafsa i El Guettar.
Té forma rodona entorn de Gafsa, amb un gran palmeral al nord-oest de la ciutat, i després es perllonga cap a l'est fins més enllà d'El Guetar, on comença el Djebel Orbata.